# Dachsberg (Westerwald)

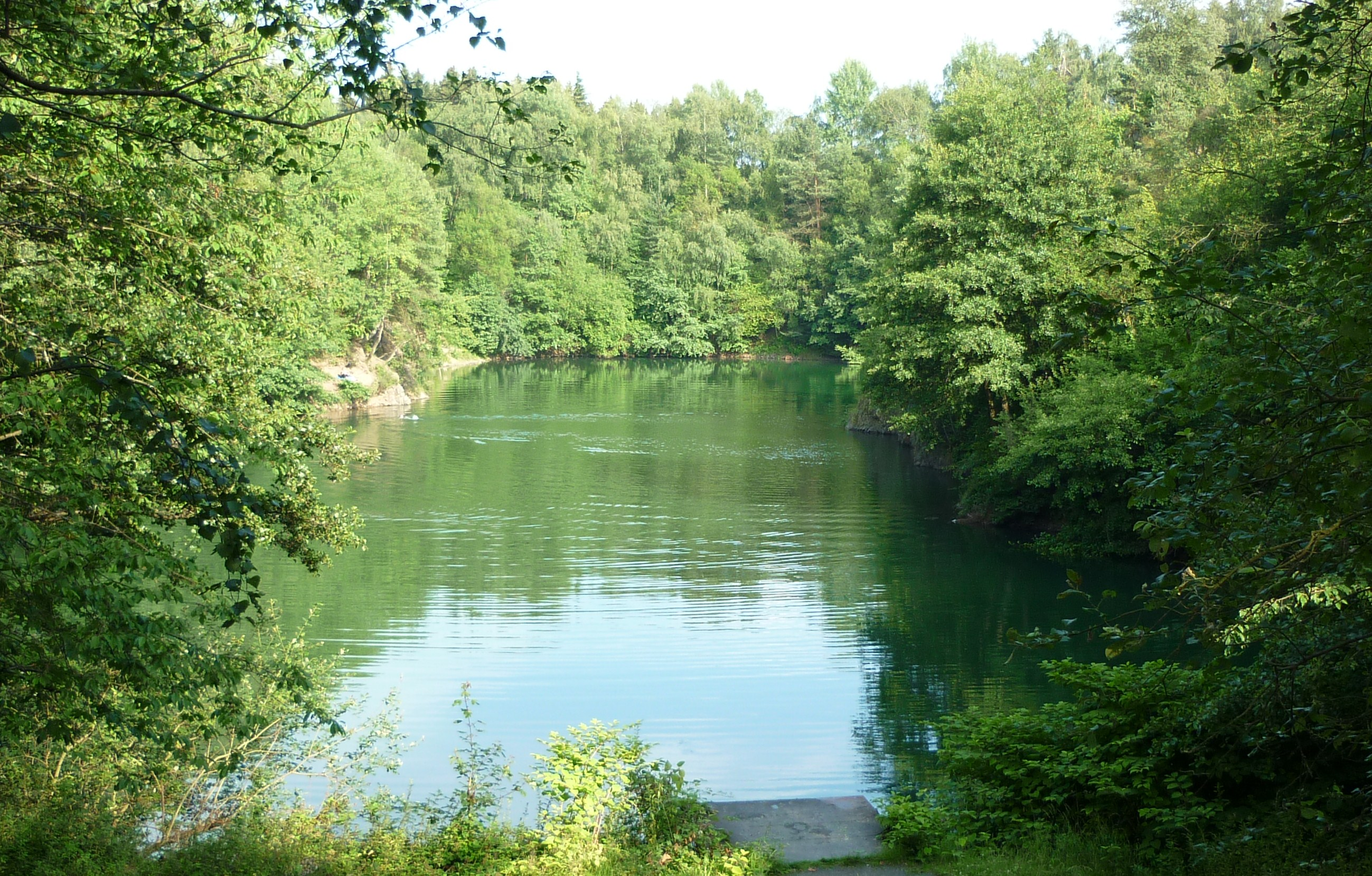
Dachsberger See (2011)

Der Dachsberg ist ein 362,2 m ü. NHN hoher Berg im Niederwesterwald. Er liegt auf der Asbacher Hochfläche im Bad Honnefer Stadtbezirk Aegidienberg südlich von Wülscheid und östlich der Bundesautobahn 3.
Mitte des 19. Jahrhunderts begann am Dachsberg der Abbau von Säulenbasalt. Zunächst von Pächtern aus der Umgebung betrieben, wurde der Abbau ab 1877 durch den Linzer Louis Weinstock intensiviert. Weinstock und Wilhelm Sonnenschein aus Werden/Ruhr gründeten 1895 die „Basaltgewerkschaft Honnef“ und pachteten zu dem als Großer Dachsberg bezeichneten nördlichen, den als Kleiner Dachsberg bezeichneten südlichen Teil des Dachsberges hinzu. Der Transport des geförderten Basalts erfolgte seit 1879 durch eine Schmalspurbahn bis nach Rottbitze und von dort weiter mit Pferdefuhrwerken bis nach Bad Honnef. 1895 wurde die Bahnlinie von Rottbitze bis zum Servatiushof verlängert und von dort als Pferdebahn durch das Schmelztal bis kurz vor Bad Honnef weitergeführt. Ab 1905 erfolgte dann der Transport über die von der Gewerkschaft Honnef neuerbaute Anschlussbahn vom Bahnhof der Bröltalbahn in Rostingen über Gratzfeld, Wülscheid, Orscheid und Rottbitze. 1912 kam schließlich noch ein Gleis zum Kleinen Dachsberg hinzu. Es war etwa einen halben Kilometer lang und führte nördlich am schon existierenden Gleis etwas tiefer gelegen vorbei. 1914 übernahm die Basalt-Actien-Gesellschaft in Linz den gesamten Betrieb der Basaltgewerkschaft Honnef. Die Bahnstrecke von Rostingen nach Rottbitze übernahm 1921 die Bröltaler Eisenbahn AG.
1929/1930 endete der Basaltabbau am Dachsberg vorerst. 1937 begannen wieder die Abbauarbeiten, wobei nun der Transport per LKW erfolgte. Nach dem Zweiten Weltkrieg wurde der Betrieb bei wechselnden Pächtern wiederaufgenommen, bevor er 1968 endgültig eingestellt wurde. Er hinterließ einen Tagebaurestsee, den in der Grube auf 329 m ü. NHN liegenden, etwa 1,2 ha großen Dachsberger See, der öffentlich zugänglich ist, auch als Badesee genutzt und seit 1979 vom Angelsportverein Bad Honnef bewirtschaftet wird. Am Fuße des Dachsbergs steht die nach ihm benannte und 1955 erbaute Dachsbergkapelle, deren Vorgängerbauten bis auf das Jahr 1809 zurückgehen.